# ازدهر
ازدهر هو مصطلح في علم المكتبات والتراجم يشير إلى الفترة الزمنية التي كانت فيها الشخصية على قيد الحياة أو بنشاطها. والمصطلح في اللغات الأجنبية Floruit (يرمز له اختصاراً fl.) مشتق من اللغة اللاتينية بمعنى أزهر.